# ISIS (программный пакет)
ISIS (Information Storage and Retrieval systems) — программное обеспечение, разработанное ЮНЕСКО и используемое в сфере библиотечного дела и информационного обмена. ЮНЕСКО, как правило, бесплатно предоставляет лицензии на этого ПО всем желающим для некоммерческого использование. За период с 1985 года по данным самой ЮНЕСКО распространила свыше 20 тысяч лицензий на ПО, основным получателем его стали малые и средние библиотеки. Для ряда развивающихся стран в предшествующие годы он стал стандартом де-факто в этой сфере
Программный пакет был первоначально разработан для англоязычных пользователей и, затем, адаптирован для арабского, китайского, французского, немецкого, португальского, русского, испанского и ряда других языков.
Формат данных CDS/ISIS стал одним из стандартов де-факто для обмена информацией о библиотечных каталогах.

## История развития
Последовательно были разработаны несколько вариантов ПО, совместимые по форматам данных, но разные по используемым платформам и несколько отличающиеся по функционалу.
- Первая версия — CDS/ISIS была разработана для мейнфреймов компании IBM в середине 1970-х годов под руководством Giampaolo Del Bigio. Она обеспечила работу автоматизированной системы поддержания документации (Computerized Documentation System — CDS) ЮНЕСКО и базировалась на аналогичном программном продукте, ранее сделанном для Международной Организации Труда.
- К 1985 году система была перенесена на мини- и персональные компьютеры, в частности, под VMS, UNIX[3] и MS-DOS[4] и переписана на язык Pascal. Она представляет собой навигационную СУБД, работавшую с базами данных собственного формата и программируемую на специализированном языке ISIS-Pascal, интерпретатор которого входил в состав программного пакета.
- Первая версия WinISIS — версия ISIS для Windows была продемонстрирована в 1995 году. Эта версия так же обладала сетевыми возможностями.

Дальнейшее развитие ISIS включало в себя клиент-серверную версию JavaISIS разработанную в 2000 году, совместимую с платформами Windows, Linux и Macintosh, а также дополнительные компоненты GenISIS, представлявшую возможность генерировать некоторую форму веб-страниц, позволяющих осуществлять поиск по базе ISIS, и библиотеку ISIS.DLL. Последняя предоставляла API для разработки Windows-приложений, работающих с данными в формате ISIS.
Так же ЮНЕСКО предоставило ряд вспомогательных инструментов, например, утилиту для обмена данными между ISIS и статистическим программным пакетом ЮНЕСКО IDAMS.
Библиотека OpenIsis, созданная независимыми разработчиками с 2002 по 2004, так же позволяла делать совместимые с базами ISIS приложения, но, впоследствии, она была преобразована в проект Malete — специализированную СУБД, умеющую работать как с базами в формате CDS/ISIS, так и с базами в формате MARC и поддерживающую поисковый протокол Z39.50.
Самостоятельное развитие ISIS было продолжено ЮНЕСКО на принципах свободного и открытого программного обеспечения. Последняя версия ПО — J-Isis, разработка которой была начата в 2005 году, была полностью переписана, в проект была внесена полноценная поддержка UNICODE, она была выпущена под лицензией GPLv 2.0.

## Пользовательские группы
Группы пользователей ISIS были организованы, в разные годы, в целом ряде стран, среди которых можно назвать Италию, Мексику, Колумбию, Австрию, Великобританию, Францию, Польшу, Чехию..
Весной 1992 года представителями ряда библиотечных организаций постсоветского пространства была организована международная ассоциация пользователей CDS/ISIS. В собрании участвовали представители 17 организаций России, Украины, Грузии, Эстонии, Беларуси и Литвы.
Ассоциация была первоначально зарегистрирована как Комитет Международной Ассоциации научных и научно-технических библиотек, впоследствии была преобразована в самостоятельную организацию и, в конце концов, реформировавшись в 1999 году Международную ассоциацию пользователей и разработчиков электронных библиотек и новых информационных технологий, сменила профиль деятельности, сосредоточившись на разработке и сопровождении собственного библиотечного ПО «ИРБИС», идеологически основанном на ISIS и сохранившем обратную совместимость с его форматами данных.

## ISIS в бывшем СССР
Различные версии ISIS использовались в ряде российских и украинских библиотек, в частности, в ГПНТБ СО РАН, Национальной Библиотеке Украины.
Руководство по языку ISIS-PASCAL было переведено и издано ГПНТБ.